# Jennifer Jostyn
Jennifer Jostyn (ur. 11 listopada 1968 w Bostonie) – amerykańska aktorka filmowa i telewizyjna, znana alternatywnie jako Jennifer Goldyn.
Uczęszczała do artystycznej szkoły średniej Walnut Hill School. W branży filmowej aktywnie obecna od 1990 roku, kiedy to zadebiutowała rolą Zoe w filmie Omega Cop. W roku 2005 wystąpiła jako Sunshine Hilton w stylizowanej na film dokumentalny komedii The Life Coach, do której także napisała scenariusz (we współudziale Leili Leigh), i który wyprodukowała wykonawczo. Wsławiła się rolą w slasherze Roba Zombie Dom tysiąca trupów (2003). Znana jest również z pracy w spotach reklamowych.

## Filmografia

### Aktorka
- 2005: The Life Coach jako Sunshine Hilton
- 2004: Pokonać własny cień (Rancid) jako Det. Olsen
- 2003: Maximum Velocity jako Karen Briggs w latach 1973-2002
- 2003: Dom tysiąca trupów (House of 1000 Corpses) jako Mary Knowles
- 2003: Dr. Benny jako Becky
- 2003: Remembering Charlie
- 2002: Zapisane krwią (Written in Blood) jako Stacy
- 2001: Focus jako Sidney
- 2000–2007: Kochane kłopoty (Gilmore Girls) jako Judy (gościnnie)
- 1999: A Perfect Little Man jako Mindy
- 1999: Vanished Without a Trace jako Karen
- 1999: Morderstwo w Devil's Glean (What We Did That Night) jako Cloe
- 1998: Milo jako Claire Mullins
- 1998: Mówię Ci (Telling You) jako Beth Taylor
- 1998: Circles
- 1997–1998: Fired Up jako Didi (gościnnie)
- 1997: Midnight Blue jako Barbara
- 1997: Chłód serca (Cold Around the Heart) jako Inez
- 1997: The First to Go jako Terry
- 1995–2004: The Drew Carey Show jako April (gościnnie)
- 1995: Piwne rozmowy braci McMullen (Brothers McMullen, The) jako Leslie
- 1994–2009: Ostry dyżur (ER) jako doktor od protez (gościnnie)
- 1993–2005: Nowojorscy gliniarze (NYPD Blue) jako Teresa Donatelli (gościnnie)
- 1990: Omega Cop jako Zoe
- 1988: Vampires on Bikini Beach jako Wynette

### Scenarzystka
- 2005: The Life Coach

### Producent
- 2005: The Life Coach (producent wykonawcza)